# Cyathea myosuroides
Cyathea myosuroides är en ormbunkeart som först beskrevs av Frederik Michael Liebmann, och fick sitt nu gällande namn av Karel Domin. Cyathea myosuroides ingår i släktet Cyathea och familjen Cyatheaceae. Inga underarter finns listade.